# Тихеева, Елизавета Ивановна
Елизаве́та Ива́новна Тихе́ева (1867—1943) — российский и советский педагог, крупнейший специалист по дошкольному воспитанию детей, руководитель опытного детского сада при Ленинградском педагогическом институте им. А. И. Герцена. Сестра Л. И. Чулицкой. Одна из создателей дошкольной педагогики в России, автор ряда трудов по дошкольному воспитанию и организации работы детсадов.

## Биография
Родилась 12 (24) апреля 1867 года в городе Ковно в семье Ивана Ивановича Тихеева (1837–1902).
В 1880—1890-х годах работала учительницей начальной школы на Кавказе, затем преподавала в Санкт-Петербурге. В 1913—1917 годах состояла вице-президентом Общества содействия дошкольному воспитанию, была председателем школьной комиссии этого общества, занимавшейся изучением вопросов дидактики и методики начального обучения.
В 1913—1928 годах она руководила созданным при Обществе содействия дошкольному воспитанию детским садом.
В 1920—1924 годах она являлась профессором Петроградского педагогического института дошкольного образования, где Е. И. Тихеева руководила опытным детским садом при институте. Итоги исследований Тихеевой и её сотрудниц были обобщены ею в книге «Детский сад по методу Е. И. Тихеевой при Ленинградском государственном педагогическом институте им. Герцена», Ленинград, (1928).

### Научный вклад в педагогику
Елизавета Ивановна Тихеева рассматривала дошкольное воспитание с точки зрения подготовки детей к дальнейшему школьному обучению с учётом возрастных и индивидуальных особенностей детей. Она считала важной составляющей дошкольного воспитания выработку у детей первоначальных трудовых и поведенческих навыков, формирования у них культуры языка. Она также считала важным иметь такую программу воспитательной и образовательной работы в детском саду, которая предусматривала бы возможность гибкого планирования работы педагога, учитывающей направленность и интересы детей. Большое значение Тихеева придавала воспитанию разумной дисциплины с помощью обязательного посильного труда детей, чёткого распорядка и режима трудового обучения детей. На основе педагогической системы итальянского педагога М. Монтессори и её методики сенсорного воспитания Елизавета Ивановна Тихеева разработала свою оригинальную систему и дидактические материалы на её основе для развития органов чувств детей. Её методика основывалась на принципе парности, когда в играх и занятиях сопоставлялись разнообразные предметы, знакомые детям, игрушки, природные материалы. 
Ею также разрабатывалась методика развития речи и мышления детей, которая основывалась на систематических занятиях с использованием живого слова, произведений народной словесности, поэзии и произведений искусства. Важнейшую роль Тихеева отводила речевым образцам, и в первую очередь — речи воспитательницы детей. Елизавета Ивановна Тихеева не была сторонница обучения в дошкольном возрасте иностранным языкам, отдавая предпочтение совершенствованию детей в родном языке.